# Мінангкабау (мова)
Мінангкабау — австронезійська мова, що має поширення серед однойменного народу — мінангкабау. Через велику схожість мови мінангкабау з малайською мовою, в Малайзії інколи розглядають мінангкабау як діалект малайської мови.